# Крайська волость
Крайська волость — історична адміністративно-територіальна одиниця Вілейського повіту Віленської губернії із центром у містечку Крайськ.
Станом на 1886 рік складалася з 48 поселень, 7 сільських громад. Населення — 6519 осіб (3376 чоловічої статі та 3133 — жіночої), 402 дворових господарства.
|                     | Площа, десятин | У тому числі орної, дес. |
| ------------------- | -------------- | ------------------------ |
| Сільських громад    | 6879           | 5222                     |
| Приватної власності | 18882          | 8710                     |
| Казенної власності  | 120            | 6                        |
| Іншої власності     | 133            | 78                       |
| Загалом             | 26014          | 14026                    |

Найбільше поселення волості:
- Крайськ — колишнє власницьке містечко при річці Смодяниця за 42 версти від повітового міста, 74 мешканці й 216 приватних осіб, 6 дворів, православна церква, 3 лавки. За 5 верст — село Ольковичі, костел, базари. За 7 верст — застава Задроздне, водяний млин із сукновальнею. За 10 верст — погост Стас, православна церква.
- Двиноси — колишнє власницьке село при річці Двиноса, 137 осіб, 13 дворів, православна церква.
- Деревно — колишнє власницьке село, 299 осіб, 23 двори, православна церква.